# JAMBOREE 3 "小さな生き物"
『JAMBOREE 3 "小さな生き物"』（ジャンボリー 3 ちいさないきもの）は、日本のロックバンド・スピッツのライブDVD&Blu-ray。2015年7月1日にユニバーサルミュージックより発売。

## 概要
- 14thアルバム『小さな生き物』リリース後に行われたツアー『SPITZ JAMBOREE TOUR 2013-2014 "小さな生き物"』のうち2014年2月18日の大宮ソニックシティホールでの公演を収録。『JAMBOREE TOUR 2009 〜さざなみOTRカスタム at さいたまスーパーアリーナ〜』以来の1公演のみの模様を収録したライブビデオである。
- DVDとBlu-rayの2規格での販売となる。今作はDVD版とBlu-ray版でジャケットのデザインが微妙に異なり、これはスピッツの映像作品の中では今の所唯一のことである。
- ディレクターの竹内修によると、タイトルの"3"に特別な意味はない。
- 本編全曲とアンコールから1曲が収録されており、MCはアンコールのほんの一部分のみが収録されている。

## 収録曲
1. 小さな生き物
2. けもの道
3. 三日月ロック その3
4. 潮騒ちゃん
5. 名前をつけてやる
6. スピカ
7. オパビニア
8. ロビンソン
9. ランプ
10. さらさら
11. 恋は夕暮れ
12. エンドロールには早すぎる
13. りありてぃ
14. 君が思い出になる前に
15. Y
16. 未来コオロギ
17. 僕はきっと旅に出る
18. 野生のポルカ
19. 8823
20. エスカルゴ
21. 運命の人
22. 大宮サンセット

## 参加ミュージシャン
- スピッツ
  - 草野マサムネ
  - 三輪テツヤ
  - 田村明浩
  - 﨑山龍男
- クジヒロコ